# マテーラ
マテーラ (イタリア語: Matera ( 音声ファイル)) は、イタリア共和国バジリカータ州にある都市で、その周辺地域を含む人口約6万人の基礎自治体（コムーネ）。マテーラ県の県都である。
旧市街地区は、石灰質の岩肌に作られた「サッシ」と呼ばれる洞窟住居があることで有名である。「マテーラの洞窟住居」は1993年にユネスコの世界遺産に登録された。2019年の欧州文化首都に選ばれている。

## 地理

### 位置・広がり

#### 隣接コムーネ
隣接するコムーネは以下の通り。括弧内のBAはバーリ県、TAはターラント県所属を示す。
- アルタムーラ (BA)
- ジノーザ (TA)
- グラヴィーナ・イン・プーリア (BA)
- グロットレ
- ラテルツァ (TA)
- ミリオーニコ
- モンテスカリオーゾ
- サンテーラモ・イン・コッレ (BA)

### 地勢・市街
旧市街は、丘になっているチヴィタ地区とサッソ・カヴェオーゾとサッソ・バリサーノという地区に分れている。岩石はトゥファと呼ばれることがあるが、いわゆる火山性の凝灰岩ではない。
- 旧市街
- 旧市街のサッシ（洞窟住居群）
- 洞窟住居博物館

## 行政

### 分離集落
マテーラには、以下の分離集落（フラツィオーネ）がある。
- La Martella, Picciano A, Picciano B, Venusio, Villaggio Timmari

## フォトギャラリー
- マテーラ大聖堂
- サン・ジョヴァンニ・バッティスタ教会
- サンタゴスティーノ教会
- トラモンターノ城
- 現代彫刻の美術館
- ランフランキ邸
- パラッツォ・デル・セディーレ
- ヴィットーリオ・ヴェネト広場

## 歴史
2014年10月17日、イタリアがホスト国のひとつとなる2019年の欧州文化首都となることが決定した。イタリア国内ではほかにカリャリ、レッチェ、ペルージャ、アッシジ、ラヴェンナ、シエーナが立候補していた。

## 文化・観光
旧市街地区には、石灰質の岩肌に作られた「サッシ」と呼ばれる洞窟住居があることで有名で、「マテーラの洞窟住居」として1993年にユネスコの世界遺産に登録されている。
この景観から、メル・ギブソン監督の『パッション』（2004年）をはじめとする映画のロケ地にもなっている。
他の映画。
- 奇跡の丘 - ピエル・パオロ・パゾリーニ監督、1964年
- エボリ - フランチェスコ・ロージ監督、1979年
- 明日を夢見て - ジュゼッペ・トルナトーレ監督、1995年
- マリア - キャサリン・ハードウィック監督、2006年
- オーメン - ジョン・ムーア監督、2006年
- ベン・ハー - ティムール・ベクマンベトフ監督、2016年
- ワンダーウーマン - パティ・ジェンキンス監督、2017年
- マグダラのマリア - ガース・デイヴィス監督、2018年
- 007 ノー・タイム・トゥ・ダイ - キャリー・フクナガ監督、2020年
- SALAAR/サラール - プラシャーント・ニール監督、2023年

星野桂による漫画作品『D.Gray-man』の舞台となった都市「マテール」は、マテーラをモデルとしている。

## 自然・環境
マテーラ、ミリオーニコ、グロットレにかけての Riserva regionale San Giuliano は、ラムサール条約登録湿地である。イタリアのラムサール条約登録地一覧も参照。

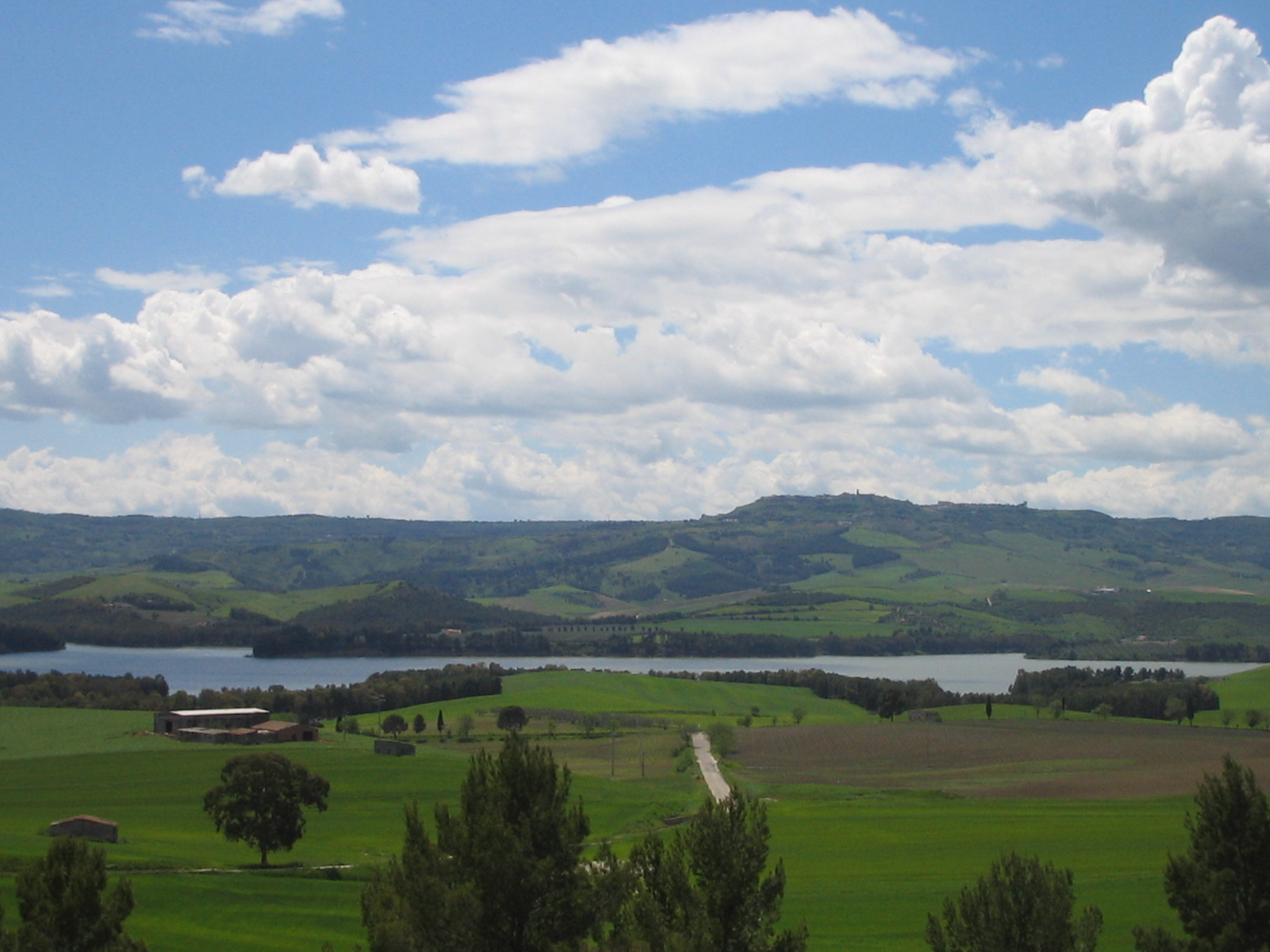
サン・ジュリアーノ湖
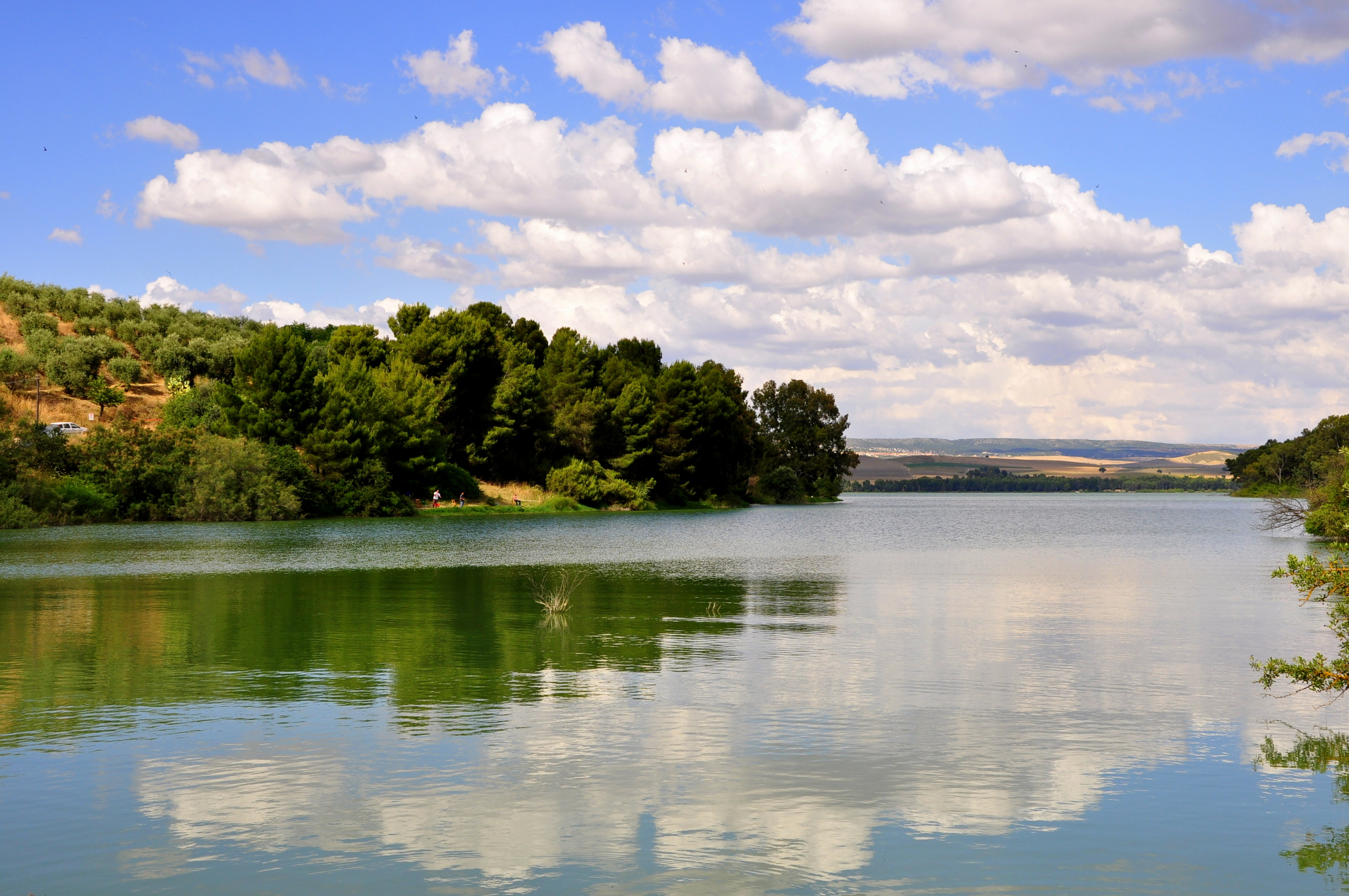
サン・ジュリアーノ湖

## 著名な出身人物
- エジーディオ・ロムアルド・ドゥーニ - 作曲家
- ルイジ・デ・カーニオ - サッカー指導者
- フランチェスコ・マンチーニ - 元サッカー選手、元サッカー指導者

## 姉妹都市
- ヴィジェーヴァノ、イタリア
- カルタヘナ、コロンビア
- ペトラ、ヨルダン